# Demandware
Demandware (jetzt Salesforce Commerce Cloud) war ein US-amerikanischer Softwareanbieter für E-Commerce-Shopsysteme. Die Firma entwickelte und vertrieb Ecommerce-Software für Online-Händler. Neben dem Hauptsitz in den USA bestanden weitere Niederlassungen in Frankreich und Deutschland. Die Demandware-Shop-Software war eine Software-as-a-Service-Lösung. Die notwendigen Hardwareressourcen wurden von Demandware zur Verfügung gestellt, sodass sich Kunden lediglich mit Weiterentwicklung und Anpassung ihres Shops beschäftigen mussten.
Seit Ende 2016 ist Demandware im Besitz von Salesforce. Die Standorte bestanden zunächst fort, ebenso oblag die Weiterentwicklung und Betreuung nach wie vor den gleichen Teams. Im Rahmen der Übernahme durch Salesforce erfolgte die Umbenennung des Shop-Systems in Salesforce Commerce Cloud.

## Geschichte
Das Unternehmen wurde 2004 durch Stephan Schambach, dem Mitgründer von Intershop Communications, gegründet.
Demandware war seit dem 15. März 2012 an der New York Stock Exchange notiert. Mit dem Börsengang konnten insgesamt 88 Millionen US-Dollar an Kapital eingespielt werden. Demandware wurde dadurch mit circa 448 Millionen US-Dollar bewertet. Der Einstandspreis der Aktie betrug zum Start 16 US-Dollar. Im September 2015 erreichte die Aktie mit 68,87 Euro ihren bisherigen Höchststand. Im Juni 2016 gab Salesforce.com bekannt, dass sie Demandware zum Preis von 75 US-Dollar je Aktie kaufen wolle.
Nach der vollstreckten Übernahme erfolgte die Umbenennung und Eingliederung in die Cloud-Dienste von Salesforce. Die Produkte und Dienstleistungen von Demandware wurden fortan unter der Marke Salesforce Commerce Cloud weitergeführt.

## Standorte
Demandware besaß 2015 elf Standorte weltweit. Der Hauptsitz befand sich in Nordamerika in Burlington/USA, in Europa befanden sich Standorte in Lyngby/Dänemark, Paris/Frankreich, Jena/Deutschland, München/Deutschland, Amsterdam/Niederlande, London/Großbritannien. 2012 wurde eine Niederlassung in Asien in Shanghai/China eröffnet. Demandware beschäftigt an diesen Standorten ca. 550 Mitarbeiter.

## Produkt
Demandware (jetzt Commerce Cloud) war eine Software-as-a-Service-Lösung. Shopbetreiber mussten somit keine eigene Hardware bereitstellen, sondern bezogen die benötigte Rechenleistung von Demandware. Damit sollte eine bedarfsgerechte Skalierung der notwendigen Rechenleistung sowie eine hohe Verfügbarkeit und Geschwindigkeit jedes Online-Shops möglich sein. Die gesamte Architektur des Shop-Systems wurde in mehrere Ebenen aufgeteilt. Käufer in Onlineshops nutzten das sogenannte "Production System" zum Einkauf. Diese Stufe der Architektur war auf hohe Verfügbarkeit und Performance ausgelegt und stellte somit das Frontend der Shoparchitektur dar. Das Production System war via Web Services mit dem "Staging System" verbunden, diese Ebene war die Testumgebung für System und Benutzertest. Mitarbeiter des Marketings und der Contententwicklung arbeiteten auf dieser Ebene. Neuentwicklungen und Veränderungen von Funktionalitäten wurden vom Staging auf das Production System übertragen. Diese beiden Systeme hatten somit in der Regel den gleichen Entwicklungsstand. Die unterste Ebene bildeten das "Development System" und die „Sandboxes“. Auf dieser Ebene wurden neue Funktionen entwickelt.

## Wettbewerber
- Hybris / SAP
- Art Technology Group / Oracle
- IBM
- Intershop Communications